# Dubrovački srbokatolički pokret
Pokret Srba katolika javlja se u Dubrovniku krajem 19. i početkom 20. stoljeća. 
Iz pisma koje je Josipu Jurju Strossmayeru 1893. godine napisao Antun Stražičić, novinar i publicist iz Dubrovnika, razvidno je kako se odvijala velikosrpska propaganda u Dubrovniku tog vremena, kao i kako su se dubrovački Hrvati toj propagandi uspješno oduprijeli. Velikosrpska propaganda polučila je djelomični uspjeh. Bila je to pojava t.zv. Srba-katolika. Budući da je ta pojava bila nastala neprirodno, iskonstruirano, kao nešto umjetno pokazala se prolaznom i nije se ukorijenila.
Nestaje stvaranjem južnoslavenske države (zadovoljenjem svojih političkih interesa) 1918. godine. Riječ je o političkom i kulturnom pokretu malog dijela Dubrovčana koji su u doba formiranja suvremenih nacija izgradili srpski nacionalni identitet, a ne hrvatski kao golema većina Dubrovčana. Srbi katolici u koaliciji s autonomašima vladali su Dubrovnikom skoro cijelo jedno desetljeće, od 1890. do 1899. godine. Izbore su dobili zbog nesloge u hrvatskim strankama (narodnjaci i pravaši) i sloge na autonomaško-srpskoj strani. Na sljedećim izborima mjesni su Hrvati uvidjeli svoju krupnu pogrešku i stvari su se vratile na mjesto. Pokret nije zaživio i danas nema dubrovačkih katolika koji se smatraju Srbima. Zaostavština pokreta su imena njegovih pripadnika u nazivima dubrovačkih mjesta: Šetalište Nika i Meda Pucića, Ulica Pera Budmanija, Ulica Baltazara Bogišića, Bogišićev park, spomenik Baltazaru Bogišiću na cavtatskoj rivi.
U historiografiji pokret je zaboravljen i nije opširnije razrađen do travnja 2011. kada je izišla iscrpna raščlamba dubrovačkoga srbokatoličkog pokreta, na 711 stranica. Dubrovački doktor sociolog Nikola Tolja objavio je u vlastitoj nakladi knjigu Dubrovački Srbi katolici - istine i zablude. Objavljivanjem iznimnog djela “Dubrovački Srbi katolici, istine i zablude”, dubrovačkog znanstvenika dr. sc. Nikole Tolje, koji je za to dobio Nagradu Grada Dubrovnika, javnosti je tek tada ponuđen cjelokupan uvid u okolnosti i razloge iz kojih se preko tisuću Dubrovčana, predvođenih nizom najuglednijih pojedinaca u posljednjem desetljeću 19. stoljeća, odlučuje izjasniti kao Srbi.

## Povijest
Dubrovnik je, zajedno s Dalmacijom i Istrom, grcao pod vlašću Austrije, Dubrovčanima posebno omrznute jer je ona bila prvi gospodar nad Gradom nakon njegove višestoljetne samostalnosti (1358. – 1808.), dok Banskom Hrvatskom i Slavonijom harači mađarska vlast predvođena Khuenom-Héderváryjem. Za razliku od toga, na istoku su kneževine, a kasnije kraljevine, Srbija i Crna Gora, samostalne i slobodne države temeljem odluka Berlinskoga kongresa 1878., objašnjava dr. Nikola Tolja i dodaje kako su se takva Srbija i Crna Gora, te ideja ujedinjavanja južnoslavenskih naroda, dijelu Dubrovčana ukazale kao spas. Dio najuglednijih Dubrovčana izlaz je vidio u srpskoj nacionalno-političkoj ideji, nastojeći izdvojiti svoj grad iz osramoćene i izmoždene kuenovske Hrvatske i približiti ga slobodnoj Srbiji, kojoj su pripisivali ujediniteljsku ulogu. Sanjali su slobodu od Austrije i stvaranje zajedničke moćne južnoslavenske države u kojoj bi stoljećima slobodan Dubrovnik imao autonomiju kakvu zaslužuje. Srbokatolici su nastojali dokazati da je dubrovačka kultura, jezik i književnost oduvijek srpska. Razvoju pokreta pogodovali su mnogi čimbenici, među kojima su neuspjeli pokušaji ujedinjenja Trojedinice, nedovršenost procesa hrvatske nacionalne integracije, doživljavanje Srbije kao južnoslavenskog Pijemonta, promidžbeni utjecaji iz Srbije, romantičarsko učenje po kojem se duh naroda određuje po jeziku, djelovanje gimnazijskih profesora, povijesna prisjećanja (stoljetna suradnja i trgovina Dubrovnika sa zaleđem), etnografske činjenice (sličnost običaja u Dubrovniku i njegovom zaleđu, npr. postojanje krsne slave pod imenom festa), radikalizam i kapricioznost dubrovačke mladeži, službovanje uglednih Dubrovčana u Srbiji i Crnoj Gori, utjecaj Meda Pucića i činjenica da su Srbija i Crna Gora neovisne države u kojima se vidi nucleus buduće južnoslavenske državne zajednice.
Srpski list Dubrovnik izlazio je od 1892. do 1914. godine, a u istom razdoblju u Dubrovniku je izlazio i hrvatski list Crvena Hrvatska. Samoizjašnjeni Srbin dum Ivan Stojanović, katolički svećenik, sve do svoje smrti 1900. godine bio je na čelu rimokatoličkoga Dubrovačkog dekanata, a na dubrovačkom području djelovalo je dvadesetak srpski orijentiranih katoličkih svećenika. Dubrovački katolički Srbi ni po čemu se nisu razlikovali od katoličkih Hrvata, živjeli su zajedno s njima i nisu izražavali međusobnu mržnju. Oni su vidjeli u srpskoj nacionalnoj integraciji bolju budućnost Grada. Zna ih se nazivati i primijenjenim i jednonaraštajnim Srbima, jer su se zbog povijesnih okolnosti izjasnili kao Srbi i njihovi neposredni potomci su se već smatrali Hrvatima. Ističe se njihovo opiranje klerikalizmu i kleronacionalizmu jer su držali vjersko i nacionalno dvjema zasebnim i ničim međusobno uvjetovanim kategorijama. Srpska pravoslavna crkvena hijerarhija nije ih priznavala Srbima. U procesu nacionalne integracije prevladalo je vjersko pravilo po kojem je Srbin pravoslavac i pravoslavac Srbin, a Hrvat katolik i katolik Hrvat. Potpunoj hrvatskoj nacionalnoj integraciji Dubrovčana pogodovala je nesnošljivost starih Dubrovčana prema pravoslavlju.

### Dokazi srpstva Dubrovnika
Verbalna borba zagovornika srpstva (objavljivali list Dubrovnik) i zagovornika hrvatstva (objavljivali list Crvena Hrvatska) Dubrovnika bila je u jeku od 1885. do 1905. godine. Posebna napetost i masovno hrvatsko-srpsko parničenje i nadmetanje izraženo je 1893. prilikom otkrivanja spomenika Ivanu Gunduliću, te 1901. kad je papa Lav XIII. skinuo Zavodu sv. Jeronima atribut ilirski i uveo atribut hrvatski. Obje strane iznosile su svoje dokaze, ali nije bilo vrijeđanja, omalovažavanja, prozivanja ni klevetanja druge strane.
Ključna polemika između dubrovačkih Hrvata i Srba vođena je oko toga je li dubrovačko područje prvotno shvaćano i nazivano hrvatskim ili srpskim. Srbi su se uglavnom pozivali na navod iz Porfirogenetove rasprave De administrando imperio u kojoj je stajalo da se hrvatski krajevi protežu isključivo sjeverno od rijeke Cetine, tj. da ih južno od te rijeke nema. Hrvati su se pak slijepo držali Ljetopisa popa Dukljanina u kojem stoji kako se Hrvatska u 10. stoljeću prostirala od sjeverne Dalmacije do Drača i na sjeveru do Une, a dijelila se na Bijelu i Crvenu Hrvatsku koje su se razgraničavale kod današnjeg Tomislavgrada. Crvena Hrvatska obuhvaćala je po Dukljaninu i Zahumlje, Travuniju, Duklju i Podgorje, tj. i dubrovačko područje koje je slijedom toga hrvatsko. Srbi su činjenicu da je Dubrovačka Republika proširila ozemlje kupujući zemlju od srpskih i bosanskih vladara koristili za dokazivanje srpstva Dubrovnika. Pelješac je kupljen 1333., Dubrovačko primorje 1399., a cijele Konavle definitivno će pripasti Dubrovčanima 1433. godine. Tamo su se kroz stoljeća izmjenjivala brojna plemena i zajednice od Delmata, stare Paganije, pokatoličenih Primoraca te je najnoviji val doseljavanja doveo iz Vlaške u današnjoj Rumunjskoj vlaško pravoslavno stanovništvo koje su Dubrovčani pokatoličili. Srpski nacionalisti smatraju sve pravoslavne govornike južnih Slavenskih jezika Srbima slijedom čega je Dubrovnik srpski.
Srpski vladari i narod su do 1219. godine lutali između katoličanstva i pravoslavlja. Smatra se da su prije te godine dvije trećine Srba bili katolici. Vukan Nemanjić je bio katolik.
U parničenju dviju strana značajno je mjesto zauzimalo pitanje kako se zvao jezik starih Dubrovčana i je li na dubrovačkom području isprva prevladavalo štokavsko ili čakavsko narječje. Dubrovčani sve do najnovijeg vremena nisu uz svoj jezik pridijevali ni atribut hrvatski ni atribut srpski, nego najčešće svjesni pripadnosti slavenskom svijetu atribut slovinski (lingua slava). Rajmund Džamanjić 1639. u Mlecima objavljuje pravopis imena Nauk za pisati dobro latinskijema slovima riječi jezika slovinskoga kojijem se Dubrovčani i sva Dalmacija kako vlastitijem jezikom služi. Kako bi se naglasila razlika između slovinskog i stranih jezika znao se uporabiti atribut naški. Srbi su pokušavali nekako dovesti u vezu atribute slovinski i naški s atributom srpski. U Držićevoj drami Dundo Maroje pojavljuje se lik Gulisav Hrvat. Zagovornici srpstva na tome su snažili uvjerenje da se stari Dubrovčani nisu osjećali Hrvatima, jer inače ne bi bilo potrebe naglašavati da je baš taj Gulisav Hrvat. Srbi su muku mučili oko pronalaženja i najmanje povijesne jezične iskrice koja bi posvjedočila da je jezik Dubrovnika bio i ostao srpski. Pretraživali su mnoštvo radova i nisu mogli naći ništa uvjerljivo, te su iznijeli na vidjelo samo jednu pronađenu sintagmu (srpski dijak).
Glavno oružje u rukama srbokatolika bilo je romantičarsko učenje prema kojem se duh i posebnost jednog naroda određuje isključivo prema jeziku. To učenje zastupali su mnogi ugledni slavisti 19. stoljeća, a među njima i jedan praktičar, Vuk Stefanović Karadžić. On je 1849. objavio djelo Srbi svi i svuda u kojoj iznosi tvrdnju da su svi štokavci Srbi, svi kajkavci Slovenci, a samo su čakavci Hrvati. Hrvatsko ime za jezik rijetko se nalazi kod starih Dubrovčana, ali se ipak može naći. Nalazi se primjerice u poslanici Mavra Vetranovića upućenoj 1539. godine Petru Hektoroviću, poslanici Nikole Nalješkovića Korčulaninu Ivanu Vidaliju 1564. i Hvaraninu Hortenziju Bertučeviću, u prepjevu Sofoklove Elektre Dominka Zlatarića 1597. itd. Hrvati su iznosili i tvrdnje po kojima je dubrovačko područje, pa i južniji krajevi, isprva bilo čakavsko. Srbi su dokaz srpstva Dubrovnika vidjeli u uporabi ćirilice, tj. njene zapadne inačice danas poznate pod imenom bosančica. Koliko su pak učeni Dubrovčani 19. stoljeća poznavali ćirilicu, posvjedočuje sljedećih nekoliko primjera. Životopisac Iva Vojnovića Mirko Žeželj navodi da Ivo nije znao pisati ćirilicom. Ivo Banac navodi da je Anđelo Maslač, učeni dominikanac i učitelj Matije Bana, bio "na glasu kao jedini Dubrovčanin tog vremena koji je poznavao ćirilicu". Stjepo Obad navodi da je sredinom 19. stoljeća u cijelom Cavtatu ćirilicu poznavao jedino župnik Ivo Zaffron. Pišući životopis Ivana Augusta Kaznačića, vezano uz njegove nakane početi uređivati Zoru Dalmatinsku, Innocenz Čulić upozorava da ovaj "ne zna ćirilicu i glagoljicu, a to sve bi trebao znati".

## Historiografija
Osim Dubrovčanina Antonija Stražičića, Makaranina Lovra Pavlovića i Bokelja Pava Kameranovića koji su o svom pokretu pisali u jeku pokreta u 1890-im godinama, prvi je monografski o Srbima katolicima pisao srpski politički iseljenik u Kanadi Lazo M. Kostić. S hrvatske strane prvi se pokretom, ne toliko iscrpno kao Kostić, bavio Ivo Banac koji je objavio prikaz pokreta 1983. u SAD-u. Svi ostali monografski radovi o Srbima katolicima, osim jednoga opširnog rada Koste Milutinovića, objavljeni su kako s hrvatske tako i sa srpske strane tek 1990. i kasnije, te su uvelike ideološki obojeni i nastali su u prvom redu iz ideološke potrebe, uglavnom kao reakcija na suton hrvatsko-srpskih odnosa 1980-ih i Domovinski rat (1991. – 1995.) u kojem je Dubrovnik bio pod opsadom JNA i srpsko-crnogorskih dragovoljaca. U jeku Domovinskog rata 1992. akademik Jeremija Mitrović objavio je knjigu Srpstvo Dubrovnika u kojoj naširoko s velikosrpskih pozicija raspravlja o etničkoj naravi Dubrovnika. Mitrovićev oponašatelj Svetozar Borak u istom je stilu u Novom Sadu objavio knjigu Srbi katolici, a desetak godina kasnije u istom će gradu Tatjana Rakić objaviti uradak Pokret Srba katolika i srpski pokret u Dubrovniku krajem XIX. veka. Godine 2007. haški pritvorenik Vojislav Šešelj sakupivši golemu građu objavit će 1 032 stranice veliku knjigu Rimokatolički zločinački projekat veštačke hrvatske nacije u kojoj tvrdi da su svi samozvani Hrvati štokavci ustvari Srbi pohrvaćeni djelovanjem Vatikana i drugih srpskih neprijatelja. Na internetskim forumima česte su teme o etničkoj naravi Dubrovnika. Na Facebooku je stranica Srpski Dubrovnik izazvala bijes Dubrovčana koji su ju više puta rušili.

## Vlastela i Srbi katolici
Glavni ideolog srbo-katoličke struje bio je vlastelin Orsat Markov Pozza (Medo Pucić)  (1821. – 1882.), a tu su ideju od vlastele najotvorenije prihvatili sudac i pisac Nikola Matov Gradi (1825. – 1894.), spomenuti načelnik Frano Sigismundov Gondola (1833. – 1899.) i političar Luko Mihov Bona, a među intelektualnom dubrovačkom elitom izvan vlasteoskog kruga Milan Rešetar, Baldo Bogišić i dr. Veći dio vlastele nije bilo nijednog pripadnika vlasteoskog kruga u "pravaški" orijentiranim političkim strankama.

## Poznati pripadnici
| - Medo Pucić - Luko Bona - Nikša Gradi - Baldo Gradi - Mato Vodopić - Frano Gondola - Baltazar Bogišić - Matija Ban - Petar Kolendić - Milan Rešetar - Lujo Vojnović - dum Ivan Stojanović - Vice (Vicko) Adamović - Mato Gracić | - Vlaho Matijević - Antun Pugliesi - Antun Fabris - Miho Vachetti - Pero Budmani - Stijepo Castrapelli - Luko Zore - Marko Car - Lujo Adamović |

## Unutarnje poveznice
- Srđ, srbokatolički književni i znanstveni časopis dvotjednik (rjeđe mjesečnik dvobroj) koji je izlazio od 15. siječnja 1902. do 15. svibnja 1908.

## Vanjske poveznice
- Goran Mladineo: Prikaz knjige: Nikola Tolja, Dubrovački Srbi katolici – istine i zablude, vlastita naklada, Dubrovnik, 2011., 711 str, Časopis za suvremenu povijest br. 3/2012., str. 800-803